# Wilhelmshavener HV
De Wilhelmshavener HV (voluit: Wilhelmshavener Handball-Verein) is een Duitse handbalclub vereniging in Wilhelmshaven.
De club is in 1995 ontstaan uit de handbalafdeling van de Polizei-Sportvereins Wilhelmshaven. Sinds het seizoen 1999/2000 speelt de club haar wedstrijden onder de huidige naam Wilhelmshavener HV.

## Resultaten
| seizoen | Afdeling              | #  | /        |
| ------- | --------------------- | -- | -------- |
| 2000/01 | 2. Bundesliga Noord   | 2  |          |
| 2001/02 | 2. Bundesliga Noord   | 2  | Gestegen |
| 2002/03 | Bundesliga            | 15 |          |
| 2003/04 | Bundesliga            | 11 |          |
| 2004/05 | Bundesliga            | 12 |          |
| 2005/06 | Bundesliga            | 16 |          |
| 2006/07 | Bundesliga            | 11 |          |
| 2007/08 | Bundesliga            | 18 | Gedaald  |
| 2008/09 | 2. Bundesliga Noord   | 7  |          |
| 2009/10 | 2. Bundesliga Noord   | 14 |          |
| 2010/11 | 2. Bundesliga Noord * | 12 | Gedaald  |
| 2011/12 | 3. Liga West          | 6  |          |
| 2012/13 | 3. Liga West          | 4  |          |
| 2013/14 | 3. Liga West          | 3  |          |
| 2014/15 | 3. Liga Noord         | 1  | Gestegen |
| 2015/16 | 2e Bundesliga         | 6  |          |
| 2016/17 | 2e Bundesliga         | 12 |          |
| 2017/18 | 2e Bundesliga         | 16 |          |
| 2018/19 | 2e Bundesliga         | 16 |          |
| 2019/20 | 3. Liga Noord-West    | 1  | Gestegen |

- Door samenvoegen tot één competitie